# 248 (عدد)
248 هو عدد صحيح  طبيعي بين 247 و249

## في الرياضيات

### خصائص
- 248 عدد زوجي
- 248 عدد ناقص